# St. Marien (Solothurn)

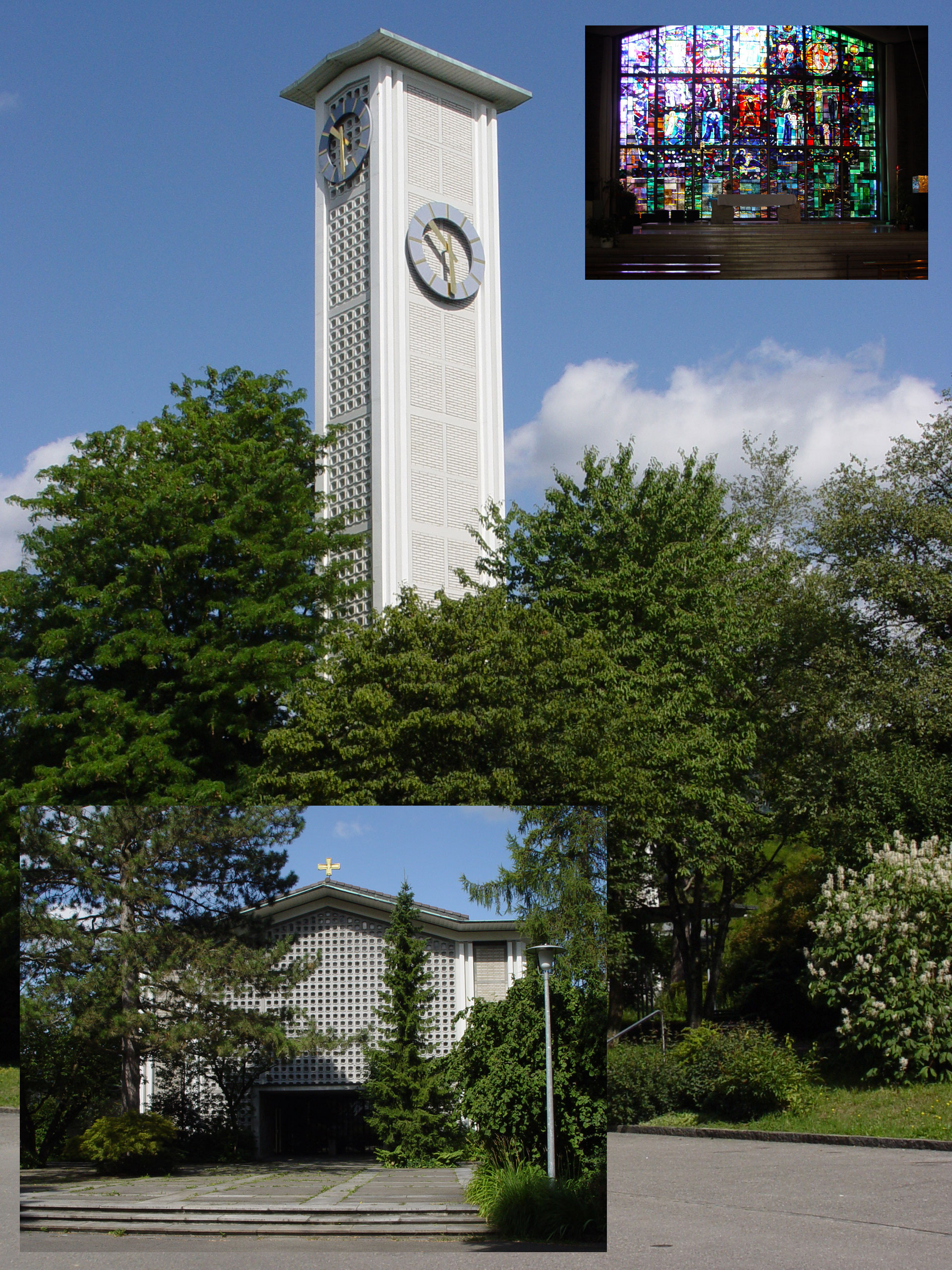
Kirche St. Marien

Die römisch-katholische Stadtpfarrkirche St. Marien an der Allmendstrasse in Solothurn wurde nach Plänen des Architekten Josef Schütz errichtet. Das ortsbildprägende Gebäude entstand 1954.

## Beschreibung
Um das in bewusster Anlehnung an die Oltner Marienkirche des Architekten Baur errichtete Gotteshaus nicht als blosse Kopie erscheinen zu lassen, wurden nicht alle Bauteile und Details 1:1 vom Oltner Bau übernommen.
1963 wurde der Turm mit fünf Glocken der Gebrüder Bachert aus Karlsruhe ausgestattet. Das Geläut erklingt in einem Moll/Dur-Motiv in den Tönen B°, des', es', f' as'.
Der Altar stellt eines der Hauptwerke von Albert Paul Schilling dar. Auch er ähnelt sehr jenem der Marienkirche Olten, der ebenfalls von Schilling stammt.
Die Orgel wurde 1971 von Graf Orgelbau, Sursee errichtet. Sie umfasst 37 Register auf drei Manualen und Pedal.